# 라스트 키스 (2006년 영화)
라스트 키스(The Last Kiss)는 미국에서 제작된 토니 골드윈 감독의 2006년 코미디, 드라마 영화이다. 잭 브라프 등이 주연으로 출연하였고 앙드레 라말 등이 제작에 참여하였다.

## 출연

### 주연
- 잭 브라프
- 재신다 바렛
- 레이첼 빌슨
- 에릭 크리스찬 올슨
- 케이시 애플렉
- 마이클 웨스톤

### 조연
- 마리 쉘톤
- 로렌 리 스미스
- 해롤드 래미스
- 블리드 대너
- 톰 윌킨슨
- 데이빗 존스

## 제작진
- 미술: 댄 라이
- 세트: 클로드 르클레어
- 의상: 오뎃 가도리
- 시각효과부문: 대니 김
- 배역: 데보라 아퀼라
- 배역: 제니퍼 L. 스미스
- 배역: 메리 트리샤 우드